# NGC 1864
NGC 1864 (również ESO 56-SC79) – gromada otwarta, znajdująca się w gwiazdozbiorze Złotej Ryby, w Wielkim Obłoku Magellana. Odkrył ją John Herschel 23 grudnia 1834 roku.